# Двигатель внутреннего сгорания
Дви́гатель вну́треннего сгора́ния (ДВС), ранее дви́гатель вну́треннего горе́ния — разновидность теплового двигателя, в котором топливная смесь сгорает непосредственно в рабочей камере (внутри) двигателя.
Продукты сгорания образуют рабочее тело. Такой двигатель является первичным, химическим, и преобразует энергию сгорания топлива в механическую работу. Существует большое число разнообразных двигателей с внутренним сгоранием, отличающихся назначением, способом отдачи мощности и другими параметрами.
Мощные и лёгкие двигатели внутреннего сгорания позволили создать не существовавшие до этого виды транспорта (автомобиль, мотоцикл, теплоход, тепловоз, винтовой и реактивный самолёты, вертолёт, ракету, космический корабль, газотурбоход, судно на воздушной подушке), улучшить топливосберегаемость и экологичность корабельных силовых установок и локомотивов. Моторизация привела к ускорению темпа жизни людей, возникновению целой автомобильной культуры (США); в военном деле позволила разработать необычайно разрушительные машины смерти (танк, истребитель, бомбардировщик, ракеты с обычной и ядерной боеголовкой, подводную лодку с торпедами и другие). Альтернативное семейство двигателей внешнего сгорания имеет раздельные топливо и рабочее тело, чем обусловлена сравнительно медленная передача теплоты сгорания от продуктов сгорания рабочему телу, поэтому их удельная мощность значительно меньше.

## История создания
Тепловые машины (в основном, паровые) с момента появления отличались большими размерами и массой, обусловленными применением внешнего сгорания (требовались котлы, конденсаторы, испарители, теплообменники, тендеры, насосы, водяные резервуары и др.), в то же время основная (функциональная) часть паровой машины (поршень и цилиндр) сравнительно невелика. Поэтому мысль изобретателей всё время возвращалась к возможности совмещения топлива с рабочим телом двигателя, позволяющего значительно уменьшить размеры и вес, интенсифицировать процессы впуска и выпуска рабочего тела. Особенно важны эти отличия на транспорте.
В создание различных ДВС внесли наибольший вклад такие инженеры как Джон Барбер (изобретение газовой турбины в 1791), Роберт Стрит (патент на двигатель на жидком топливе, 1794 год), Филипп Лебон (открытие светильного газа в 1799, первый патент на газовый двигатель в 1801), Франсуа Исаак де Риваз (первый поршневой двигатель, 1807), Жан Этьен Ленуар (газовый двигатель Ленуара, 1860), Николаус Отто (двигатель с искровым зажиганием и сжатием смеси в 1861 году, четырёхтактный двигатель в 1876-м), Рудольф Дизель (двигатель Дизеля на угольной пыли, 1897, двигатель на керосине с КПД 0,25 в том же году), Готлиб Даймлер и Вильгельм Майбах, Огнеслав Степанович Костович (бензиновый двигатель с карбюратором, 1880-е), Густав Васильевич Тринклер (дизельные двигатели на жидком топливе, 1899), Раймонд Александрович Корейво, Фридрих Артурович Цандер, Вернер фон Браун (реактивные и турбореактивные двигатели, начиная с 1930-х и заканчивая Лунной программой).
Таким образом, ДВС развивались с отставанием от паровых машин (так, паровой насос для откачки воды был изобретён Томасом Севери в 1698 году), что было обусловлено отсутствием подходящего горючего, материалов и технологий. Сама идея ДВС была предложена Христианом Гюйгенсом ещё в 1678 году, в качестве топлива нидерландский учёный предлагал использовать порох. Англичанин Этьен Барбер пытался использовать для этого смесь воздуха с газом, полученным при нагреве древесины. В 1801 году Лебон взял патент на конструкцию газового двигателя. Этьен Ленуар сконструировал и запатентовал первый практически пригодный двигатель внутреннего сгорания на газе в 1860 году.

## Классификация ДВС

### По устройству
- Поршневые двигатели — камерой сгорания служит цилиндр, возвратно-поступательное движение поршня с помощью кривошипно-шатунного механизма преобразуется во вращение вала. Некоторые типы поршневых ДВС не имеют кривошипно-шатунного механизма (дизель-молот, огнестрельное оружие, шайбовые ДВС).
- Газотурбинные двигатели — для преобразования энергии газов в крутящий момент служит ротор с лопатками специального профиля. Перед сгоранием в камере двигателя воздух сжимается компрессорной частью, топливо впрыскивается в камеру сгорания.
- Роторно-поршневые двигатели — камеру сгорания ограничивает треугольный ротор, выполняющий функцию поршня.
- Реактивные двигатели — развиваемая двигателем мощность сразу используется для поступательного движения ракеты или самолёта, дополнительное преобразование в крутящий момент и трансмиссия отсутствует (двигатель является также движителем)[14]. Поэтому имеют наивысшие удельные мощностные показатели; являются единственными двигателями, способными выводить аппараты на орбиту. В одно время для военного применения российские военные обсуждали вопросы создания реактивного атомного двигателя, где ядерная реакция проходила бы внутри камеры ДВС[15].
- Турбореактивные двигатели — разновидность реактивных, в качестве окислителя использует атмосферный воздух, предварительно сжимаемый компрессором. Ввиду этого может быть использован только в пределах земной атмосферы. Обычно их неточно называют просто реактивными, например, «самолёт с реактивным двигателем». Можно рассматривать турбореактивный двигатель и как разновидность газотурбинного, так как он имеет все основные его части, кроме выходного вала.
- Турбовинтовые двигатели — газотурбинный, приводящий в движение воздушный винт. Применяются в авиации, на умеренных скоростях имеют более высокий КПД, чем турбореактивные.

### По другим критериям
- по назначению — на транспортные (автомобильные, судовые, самолётные), стационарные и специальные.
- по роду применяемого топлива — бензиновые и газовые двигатели, работающие на тяжёлом топливе дизели.
- по способу образования горючей смеси — внешнее (карбюраторные и инжекторные двигатели) и внутреннее (в цилиндре ДВС у дизелей и искровых с непосредственным впрыском).
- по объёму рабочих полостей и весо-габаритным характеристикам — лёгкие, средние, тяжёлые, специальные.
- устройству систем охлаждения (воздушное, жидкостное) и другим[16].

Помимо приведённых выше общих для всех ДВС критериев классификации существуют критерии, по которым классифицируются отдельные типы двигателей. Так, поршневые двигатели можно классифицировать по тактности и рабочему процессу, по количеству и расположению цилиндров, коленчатых и распределительных валов, по типу охлаждения, по наличию или отсутствию крейцкопфа, наддува того или иного типа (атмосферный — без наддува), по способу смесеобразования и по типу зажигания, по количеству карбюраторов, по типу газораспределительного механизма, по направлению и частоте вращения коленчатого вала, по отношению диаметра цилиндра к ходу поршня, по степени быстроходности (средней скорости поршня).

## Топливо ДВС
Каждому типу ДВС соответствует топливо, которое для него может быть использовано. Так, для двигателей с воспламенением от сжатия требуется солярка с достаточно высоким цетановым числом, определяющим воспламенение без значительной задержки. Чем дизель быстроходнее, тем выше требования к цетановому числу. С другой стороны, снижение цетанового числа можно частично скомпенсировать изменениями в конструкции двигателя: повышением степени сжатия, подогревом воздуха на впуске. Такое необходимо в конструкции многотопливных дизелей, устанавливаемых на танки и БМП, поскольку при нарушении снабжения подразделений, ведущих наступление, приходится использовать любое доступное топливо (керосин, бензин, лигроин). Дизельное топливо не должно иметь значительного содержания серы, поскольку кроме экологического урона, образующийся в цилиндрах двуокись серы вызывает коррозию цилиндро-поршневой группы и износ подшипников. Фракционный состав дизельного топлива должен обеспечивать его незамерзаемость до нужных температур.
Для газотурбинных, реактивных и турбовинтовых двигателей требования к безопасности полётов требуют строгого применения авиационного керосина.
Наиболее многочисленные бензиновые двигатели с искровым зажиганием требуют для нормального распространения фронта пламени необходимое (или более высокое) октановое число, определяющее стойкость бензовоздушной смеси к детонационному сгоранию. Быстрое (более 2 км/с) детонационное сгорание оставшейся части бензовоздушной смеси происходит в конце нормального сгорания (40—50 м/с), вызывает значительные ударные нагрузки, выкрошение материалов поршня и головки цилиндров, поломку поршневых колец и/или перемычки между поршневыми канавками. Детонационное сгорание, увеличивая теплоотдачу в стенки и увеличивая число свободных радикалов, снижает экономичность, вызывает появление сажи и увеличивает температуру отходящих газов. Кроме октанового числа, обеспечивающего работу двигателя с высокой степенью сжатия (то есть, более мощного и экономичного), от бензинов также требуется минимальное содержание серы и ароматических компонент, что вместе обеспечивает уменьшение вредных выбросов. Двуокись серы в выхлопе бензиновых двигателей даже при незначительном содержании вызывает газовую эрозию посадочных поясков выпускных клапанов (в отличие от дизельных, бензиновые двигатели имеют более жаростойкие тарелки клапанов из никелевого сплава, нестойкого к сере). Требования к октановому числу топлива зависят не только от степени сжатия, но и от размерности двигателя (см. рисунок), быстроходности, способа впрыска топлива, коэффициента избытка топлива, метода охлаждения и металла деталей, образующих камеру сгорания, и ещё нескольких менее значительных факторов.
Таким образом, применяемое топливо обеспечивает работоспособность, достаточную мощность, ресурс и экологические параметры соответствующих двигателей. Его тип строго ограничен инструкцией по эксплуатации. Для специальной форсировки военных двигателей на незначительное время (авиация) широко практиковалось применение водно-метанольных, бензольных и других смесей, поскольку снижение ресурса окупалось повышением боевых качеств в ходе непродолжительного воздушного боя.

## Преимущества и недостатки ДВС
По сравнению с двигателями внешнего сгорания ДВС:

### Преимущества
- отсутствие дополнительных элементов теплопередачи — продукты сгорания образуют рабочее тело.
- компактность, так как отсутствует целый ряд дополнительных агрегатов, часто тяжелых и громоздких (паровой котел, конденсатор пара);
- по вышеуказанным причинам меньшая масса и стоимость (удельная мощность намного больше);
- экономичнее по причине быстрого рабочего процесса с высокой температурой сгорания без дополнительной теплопередачи;

### Недостатки
- потребление топлива, обладающее весьма жёстко заданными параметрами (испаряемостью, температурой вспышки паров, плотностью, теплотой сгорания, октановым или цетановым числом), так как от этих свойств зависит сама работоспособность ДВС;
- отсутствие возможности работать по замкнутому циклу (как двигатель Стирлинга), использование внешних источников теплоты и холода невозможно.
- неспособность развивать крутящий момент вне рабочих чисел оборотов, и поэтому в подавляющем большинстве случаев нуждается в передаче, согласующей выходные параметры ДВС с нагрузкой, и в устройстве, обеспечивающем запуск (в отличие от паровой машины, имеющей максимум момента при трогании от нулевых оборотов).
- практически все виды топлива для ДВС — не возобновляемые ресурсы (природный газ и нефтепродукты). Исключения (этиловый спирт, биогаз, генераторный газ) используются реже, ввиду снижения выходных характеристик двигателя (крутящего момента, мощности, скорости вращения). Водород применяется из-за дороговизны и трудностей хранения в жидком виде по большей части для двигателей космических кораблей, применение в наземном транспорте распространения не получило[27].

## Поршневой ДВС с искровым зажиганием (двигатель Отто)
Является наиболее распространённым по количеству, поскольку число автомобилей в мире на 2014 год составляло более 1,2 млрд., и большая их часть приводится в движение двигателем Отто. Классический цикл Отто четырёхтактный, хотя раньше него возникли двухтактные двигатели с искровым зажиганием. Но ввиду плохих экологических и экономических (расход горючего) показателей, двухтактные двигатели применяют всё реже. Наиболее распространены бензиновые двигатели Отто с подачей топлива инжектором.

### Бензиновый двигатель
Является наиболее распространённым вариантом, установлен на значительной части транспортных машин (ввиду меньшей массы, стоимости, хорошей экономичности и малошумности). Имеет два варианта системы подачи топлива: инжектор и карбюратор. В обоих случаях в цилиндре сжимается топливо-воздушная смесь, подверженная детонации, поэтому степень сжатия и уровень форсирования такого двигателя ограничены октановым числом топлива.

#### Карбюраторный двигатель
Особенностью является получение топливо-бензиновой смеси в специальном смесителе, карбюраторе. Ранее такие бензиновые двигатели преобладали; теперь, с развитием микропроцессоров, их область применения стремительно сокращается (применяются на маломощных ДВС с низкими требованиями к выхлопу и расходу топлива).

#### Инжекторный двигатель
Особенностью является получение топливной смеси в коллекторе или открытых цилиндрах двигателя путём подачи инжекторной системой подачи топлива. В настоящий момент является преобладающим вариантом ДВС Отто, поскольку позволяет резко упростить электронное управление двигателем. Нужная степень однородности смеси достигается за счет увеличения давления форсуночного распыления топлива. Одним из вариантов является непосредственный впрыск топлива, кроме высокой равномерности позволяющий повысить степень сжатия (а значит, и экономичность) двигателя. Впервые системы впрыска появились на авиационных двигателях, поскольку позволяли дозировать смесь в любом положении двигателя.

### Роторно-поршневой
Предложен изобретателем Ванкелем в начале XX века. Основа двигателя — треугольный ротор (поршень), вращающийся в камере особой 8-образной формы, исполняющий функции поршня, коленвала и газораспределителя. Такая конструкция позволяет осуществить любой 4-тактный цикл Дизеля, Стирлинга или Отто без применения специального механизма газораспределения. За один оборот двигатель выполняет три полных рабочих цикла, что эквивалентно работе шестицилиндрового поршневого двигателя. Строился серийно фирмой НСУ в Германии (автомобиль RO-80), ВАЗом в СССР (ВАЗ-21018 «Жигули», ВАЗ-416, ВАЗ-426, ВАЗ-526), Маздой в Японии (Mazda RX-7, Mazda RX-8). При своей принципиальной простоте имеет ряд существенных конструктивных сложностей, делающих его широкое внедрение весьма затруднительным. Основные трудности связаны с созданием долговечных работоспособных уплотнений между ротором и камерой и с построением системы смазки, и потому — с выполнением экологических требований.
RCV — двигатель внутреннего сгорания, система газораспределения которого реализована за счёт движения поршня, который совершает возвратно-поступательные движения, попеременно проходя впускной и выпускной патрубок
Обычно роторно-поршневые ДВС используют в качестве топлива бензин, но возможно и применение газа. Роторно-поршневой двигатель является ярким представителем бесшатунных ДВС, наряду с двигателем Баландина.

### Газовые двигатели с искровым зажиганием
Это обычный поршневой ДВС, работающий по циклу Отто (с искровым зажиганием), использующий в качестве топлива углеводороды, находящиеся при нормальных условиях в газообразном состоянии. Эти двигатели имеют широкое применение, например, в электростанциях малой и средней мощности, использующих в качестве топлива природный газ (в области высоких мощностей безраздельно господствуют газотурбинные энергоблоки). Могут работать по 2-тактному циклу, однако 4-тактный вариант распространён больше.

Особенности устройства газового двигателя:
- При использовании сжиженного газа (либо СУГ — хранятся в баллоне под давлением до 16 атм; либо СПГ — требует криогенного оборудования) система питания включает испаритель и газовый редуктор, после чего газ всасывается двигателем во впускной коллектор через воздушно-газовый смеситель или впрыскивается посредством форсунок. В ряде случаев испаритель и газовый редуктор объединены в одном корпусе.
- При использовании в качестве топлива КПГ — газ хранится в баллонах под давлением 150—250 атм, имеется редуктор, но отсутствует испаритель.
- При работе на генераторном газе (полученном превращением твёрдого топлива в газообразное, где в качестве твёрдого топлива используются уголь, кокс, угольные брикеты, топливные пеллеты, дрова, древесный уголь, торф), газовое топливо для ДВС синтезируется в специальном газогенераторе, после чего газ охлаждают и фильтруют от абразивных примесей. Из-за меньшей теплоты сгорания горючей смеси обычно снижается мощность двигателя.

## Поршневой ДВС с воспламенением от сжатия
В дизельном двигателе воспламенение топлива происходит иначе. В разогретый от адиабатического сжатия в цилиндре воздух через форсунку впрыскивается и распыляется порция топлива. При распыливании вокруг отдельных испаряющихся капель топлива возникают очаги сгорания, и по мере впрыскивания порция топлива сгорает в виде факела. Так как дизельные двигатели не подвержены детонации (из-за начала подачи и сгорания топлива после ВМТ такта сжатия), степень сжатия детонацией не ограничена. Повышение её свыше 15 практически роста КПД не даёт, поскольку при этом максимальное давление ограничивают путём более длительного сгорания и уменьшением угла опережения впрыска. Однако малоразмерные вихрекамерные дизели могут иметь степень сжатия до 26, для надёжного воспламенения в условиях большого теплоотвода и для меньшей жёсткости работы. Крупногабаритные судовые дизели с наддувом имеют степень сжатия порядка 11~14 и КПД более 50 %. Для облегчения пуска дизели могут иметь свечи накаливания, электрофакельные форсунки, либо другие устройства.
Дизельные двигатели обычно менее быстроходны, поэтому при равной мощности с бензиновым характеризуются бо́льшим крутящим моментом на валу. Крупные дизельные двигатели приспособлены для работы на тяжёлых топливах, например, на мазуте. Запуск крупных дизельных двигателей осуществляется, как правило, сжатым воздухом, либо, в случае с дизель-генераторными установками, от присоединённого электрического генератора, который при пуске выполняет роль стартера.
Современные двигатели, называемые дизельными, работают не по циклу Дизеля, а по циклу Тринклера — Сабатэ со смешанным подводом теплоты. Недостатки их обусловлены особенностями рабочего цикла — более высокой механической напряжённостью, требующей повышенной прочности конструкции и, как следствие, увеличения её габаритов, веса и увеличения стоимости за счёт усложнённой конструкции и использования более дорогих материалов. Также дизельные двигатели за счет гетерогенного сгорания характеризуются неизбежными выбросами сажи и повышенным содержанием оксидов азота в выхлопных газах.

### Газодизельный двигатель
Основная порция обедненного газовоздушного заряда приготавливается, как в любом из газовых двигателей, но зажигается не электрической свечой, а запальной порцией дизтоплива, впрыскиваемого в цилиндр аналогично дизельному двигателю. Обычно имеется возможность работы по чисто дизельному циклу. Применение: тяжёлые грузовики, автобусы, тепловозы (чаще маневровые). Газодизельные двигатели, как и газовые, дают меньше вредных выбросов, к тому же природный газ дешевле. Такой двигатель зачастую получают дооснащением серийного, при этом экономия дизтоплива (степень замещения газом) составляет порядка 60 %. Зарубежные фирмы также активно разрабатывают такие конструкции.

### Дизель-молот
Разновидность дизельного двигателя с отдачей энергии в виде поступательного движения поршня (бабы). Не имеет кривошипно-шатунного механизма, систем охлаждения и смазки. Распыление топлива в старых конструкциях происходит при ударе бабы в лунку шабота, в более новых распылением форсункой.

### Свободно-поршневой двигатель внутреннего сгорания
Разновидность дизельного двигателя с отдачей энергии в виде энергии сжатого газа. Колеблющийся в цилиндре поршень отдаёт энергию, сжимая газ в подпоршневом пространстве. Таким образом, исчезает необходимость в отдельном поршневом или центробежном компрессоре, а также кривошипно-шатунном механизме.
В связи с быстрым ростом числа электромобилей возник спрос на маломощные бензиновые электрогенераторы, так называемые удлинители пробега. По конструкции они в своём большинстве (второе поколение удлинителей) также являются свободно-поршневыми двигателями.

## Комбинированный двигатель внутреннего сгорания
Комбинированный двигатель внутреннего сгорания представляет собой комбинацию из поршневой и лопаточной машин (турбина, компрессор), в котором обе машины в соотносимой мере участвуют в осуществлении рабочего процесса. Примером комбинированного ДВС служит поршневой двигатель с газотурбинным наддувом (турбонаддув). Большой вклад в теорию комбинированных двигателей внёс советский инженер, профессор А. Н. Шелест.
Наиболее распространённым типом комбинированных двигателей является поршневой с турбонагнетателем. Турбонагнетатель или турбокомпрессор (ТК, ТН) — это нагнетатель, который приводится в движение выхлопными газами. Получил своё название от слова «турбина» (фр. turbine от лат. turbo — вихрь, вращение). Это устройство состоит из двух частей: роторного колеса турбины, приводимого в движение выхлопными газами, и центробежного компрессора, закреплённых на противоположных концах общего вала. Струя рабочего тела (в данном случае, выхлопных газов) воздействует на лопатки, закреплённые по окружности ротора, и приводит их в движение вместе с валом, который изготовляется единым целым с ротором турбины из жаропрочного сплава. На валу, помимо ротора турбины, закреплён ротор компрессора, изготовленный из алюминиевого сплава, который при вращении вала нагнетает воздух в цилиндры ДВС. Таким образом, в результате действия выхлопных газов на лопатки турбины одновременно раскручиваются ротор турбины, вал и ротор компрессора. Применение турбокомпрессора совместно с промежуточным охладителем воздуха (интеркулером) позволяет обеспечивать подачу более плотного заряда в цилиндры ДВС (в современных турбированных двигателях используется именно такая схема). В некоторых схемах двигатели имеют две или более ступени наддува, обычно с промежуточным охлаждением, причём турбокомпрессоры регулируются (величина нагнетания ограничена), что позволяет в принципе получить разнообразные варианты зависимости мощности от оборотов (улучшение транспортной характеристики).
Двигатели с нагнетанием заряда до появления реактивных были единственно возможными в высотной авиации, ввиду падения плотности воздуха с высотой; наддув имеет широкое применение в дизельных двигателях (позволяя повысить удельные показатели мощности до уровня безнаддувных искровых ДВС и выше), реже в бензиновых. Благодаря настройке турбонаддува (регулятор давления), а также настройкам газораспределительного механизма, которые вместе определяют наполнение цилиндров двигателя, можно улучшать его транспортную характеристику.

## Реактивный двигатель
Развивает тягу посредством реактивной силы от продуктов сгорания, выбрасываемых через сопло. Для разгона рабочего тела используется как расширение газа за счёт разогрева при сгорании (тепловые реактивные двигатели), так и другие физические принципы, например, ускорение заряженных частиц в электростатическом поле (см. ионный двигатель).
Реактивный двигатель совмещает двигатель с движителем, то есть он создаёт тяговое усилие только за счёт взаимодействия с рабочим телом, без опоры или контакта с другими телами. По этой причине чаще всего он используется для приведения в движение самолётов, ракет и космических аппаратов.

## Газотурбинный двигатель
Характеризуется сжатием рабочего тела в компрессорной части, после сгорания значительно увеличившиеся в объёме (за счёт теплового расширения) продукты сгорания проходят турбинную часть. В случае газотурбинного двигателя, мощность отдаётся на вал турбины, в случае турбореактивного — движение продуктов сгорания создаёт импульс двигателя.

## Огнестрельное оружие
Является самой первой по времени изобретения разновидностью поршневого двигателя внутреннего сгорания.
Особенностью огнестрельного оружия, как теплового двигателя, служит применяемое твёрдое топливо, имеющее высокие объёмную теплоту сгорания и скорость сгорания, обеспечивающее многократное увеличение объёма продуктов сгорания и эффективный разгон выбрасываемых из ствола (цилиндра) пуль или снарядов, служащих поршнем.
Как и другие двигатели, огнестрельное оружие может иметь воздушное и жидкостное охлаждение; в массивных орудийных установках применяют принудительную продувку, охлаждающую ствол, после каждого выстрела. Зажигание топлива производится ударом бойка по капсюлю. С каждым циклом работы такой двигатель разгоняет пулю или снаряд, поражающие цель на большой дистанции без физических усилий стрелка.

## Системы ДВС
Кроме основных (функциональных) частей, обеспечивающих преобразование энергии горячего газа в крутящий момент или поступательное движение, ДВС имеют дополнительные системы: системы подачи топлива, смазки, охлаждения, запуска; смотря по конструкции двигателя — системы газораспределения, впрыска топлива, зажигания и другие. Эффективность этих систем, особенно связанных с подачей горючего и воздуха, прямо влияет на мощность, экономичность и экологичность двигателя, характеристики же других (система запуска, смазки, охлаждения, система очистки воздуха) сказываются в основном на массогабаритных показателях и ресурсе.

## Характеристики ДВС
Потребительские качества двигателя (принимая за образец классический поршневой или комбинированный двигатель, отдающий крутящий момент) можно охарактеризовать следующими показателями:
1. Массовые показатели, в килограммах массы двигателя на литр рабочего объёма (обычно от 30 до 80) — удельная масса, и в киловаттах на килограмм — удельная мощность. Они важнее для транспортных, особенно для авиационных, двигателей.
2. Удельный расход топлива, г/л. с.*час (г/кВт*ч), или для конкретных видов топлив с разной плотностью и агрегатным состоянием, л/кВт*ч, м3/кВт*ч.
3. Ресурс в часах (моточасах). Некоторые применения ДВС не требуют большого ресурса (пусковые ДВС, двигатели ПТУР, торпед и дронов), и потому в их конструкции могут отсутствовать, например, фильтры для масла и воздуха. Ресурс таких специфических ДВС, как огнестрельное оружие, исчисляют в количестве выстрелов до смены ствола. Наиболее долговечные двигатели должны иметь ресурс в десятки и сотни тысяч часов (судовые и мощные стационарные), соответствующий ресурсу судна или силовой установки. Поршневые авиационные двигатели боевых самолётов имели ресурс лишь от десятков до сотен часов: их конструкцию максимально облегчали ради скорости, скороподъёмности, боевой нагрузки и дальности полёта.
4. Экологические характеристики (как самостоятельные, так и в составе транспортного средства), определяющие возможность его эксплуатации.
5. Транспортные характеристики, определяющие кривую крутящего момента в зависимости от числа оборотов. При работе двигателя по винтовой характеристике, обычно без трансмиссии, специальная корректировка транспортной характеристики не требуется, но в автомобилях и тракторах хорошая транспортная характеристика (высокий запас крутящего момента, тихоходная настройка) позволяют уменьшить число передач в трансмиссии и облегчить управление.
6. Шумность двигателя, зачастую определяемая его применением в люксовых моделях автомобилей или подводных лодках. Для снижения шумности часто снижают жёсткость подвески двигателя, усложняют схемы выпуска газов (например, выпуск газов через винт в подвесных двигателях), а также капотируют.

### Скоростные характеристики
ДВС, отдающие мощность на выходной вал, обычно характеризуются кривыми крутящего момента и мощности в зависимости от частоты вращения вала (от минимально устойчивых оборотов холостого хода до максимально возможных, при которых ДВС может длительно работать без поломок). Дополнительно к двум этим кривым может быть представлена кривая удельного расхода топлива. По результатам анализа таких кривых определяется коэффициент запаса крутящего момента (он же коэффициент приспособляемости) и другие показатели, влияющие на конструкцию трансмиссии.
Для потребителей производители предоставляют внешние скоростные характеристики с нетто-мощностью ISO-1585, согласно региональному стандарту измерения мощности ДВС, который зависит от температуры, давления, влажности воздуха, применяемого топлива и наличия отбора мощности на установленные агрегаты. Двигатели производителей США до 1972 года испытывали по другому стандарту (SAE Gross), позднее по SAE Net (измерение мощности брутто и нетто соответственно).
Внешней эту характеристику называют потому, что линии мощности и крутящего момента проходят выше частичных скоростных характеристик, и нельзя получить мощность выше этой кривой никакими манипуляциями с органами подачи топлива (абсолютная скоростная — смотри ниже).
В публикациях 1980-х годов и более ранних приводятся скоростные характеристики, базирующиеся на измерении мощности брутто (кривая крутящего момента, соответственно, также располагается на графике выше). Эта мощность определяется без учёта потерь на приводы внешних агрегатов двигателя (вентилятор, водяной насос, генератор). Из приводимых коленвалом потребителей в таком случае остаётся только масляный насос и распределительный вал (валы).
Кроме полных, в расчётах транспортных трансмиссий активно используются частичные скоростные характеристики — эффективные показатели двигателя при промежуточных положениях регулятора подачи топлива (или дроссельной заслонки в случае бензиновых двигателей). Для транспортных средств с гребными винтами на таких характеристиках приводят винтовые характеристики при различных положениях шага винта с регулируемым шагом.
Существуют и другие характеристики, не публикуемые для потребителей, например, с кривыми индикаторной мощности, индикаторного расхода топлива и индикаторного крутящего момента и используемые при расчёте ДВС, а также абсолютная скоростная характеристика, показывающая максимально возможную мощность данного двигателя, которую можно получить при подаче большего количества топлива, чем на номинальном режиме. Для дизельных двигателей строится также линия дымления, работа за которой не допускается.
Работа на абсолютной характеристике практически (кроме пуска ДВС) не производится, поскольку при этом снижается экономичность и экологичность двигателя, сокращается ресурс (особенно для дизельных двигателей, у которых работа за линией дымления сокращает ресурс двигателя до считанных часов).
Характерное отличие скоростных характеристик дизельного и искрового двигателя (частичные скоростные характеристики второго резко снижаются в области больших оборотов) вызвано различным способом регулирования мощности: в газовых и бензиновых двигателях подача воздуха или горючей смеси ограничивается дроссельной заслонкой (количественное регулирование), и при увеличении дросселирования наполнение цилиндра резко уменьшается с ростом оборотов, в дизельных же двигателях количество воздуха остаётся прежним (качественное регулирование), и крутящий момент снижается примерно пропорционально подаче топлива за цикл.
Это влечёт за собой два следствия: первое, бензиновые двигатели имеют более высокий коэффициент приспособляемости, и потому автомобиль, оснащённый таким двигателем, может иметь меньшее число передач в коробке скоростей; второе, дизельные двигатели значительно меньше снижают свой КПД при работе на частичных скоростных характеристиках. В связи с этим, поздние модели двигателей с впрыском топлива в цилиндры (FSI) на неполных нагрузках дросселируют меньше, при этом в цилиндрах происходит так называемое послойное смесеобразование (очаг сгорания вокруг факела топлива в центре окружён воздухом). Одновременно с ростом КПД такой процесс сгорания снижает выбросы. Таким образом, эти двигатели будут иметь характеристики, промежуточные между упомянутыми.
С другой стороны, в последние десятилетия стали активно применять дросселирование дизельных двигателей, вводимое с целью улучшения транспортной характеристики. Наибольший эффект дросселирование даёт на дизелях, снабжённых турбонаддувом.

### Ресурс ДВС
В значительной степени определяется конструкцией и степенью форсировки. В последнее время, в связи с ростом экологических требований, предельно допустимый ресурс двигателя ограничен не только его снижением мощности и расхода топлива, но и ростом вредных выбросов.
Для поршневых и роторных ДВС ресурс в значительной степени обусловлен износом уплотнений поршня (поршневые кольца) или ротора (торцевые уплотнения), для газотурбинных и реактивных — потерей прочностных качеств материалом и деформацией лопаток. Во всех случаях происходит постепенный износ подшипников и уплотнений валов, а в связи с зависимостью основного механизма двигателя от вспомогательных агрегатов ресурс ограничен отказом первого из них.
Обычно двигатели имеют интервалы обслуживания, связанные с промывкой или сменой фильтров, также масла, свечей зажигания, зубчатых ремней или цепей. Смотря по конструкции, двигатели нуждаются в различных типах проверочных и регулировочных работ, гарантирующих следующий период безотказной работы двигателя. Однако даже при соблюдении всех правил обслуживания, двигатель постепенно изнашивается. Кроме установленного заводом ресурса (обусловленного твёрдостью и притиркой изнашиваемых деталей и тепловым режимом), при прочих равных условиях двигатель значительно дольше служит на частичных мощностных режимах.

### Поломки и ремонт ДВС
Заложенный при проектировании ресурс из денежных соображений должен быть израсходован (при увеличении расчётной долговечности возрастает вес и стоимость двигателя), однако вследствие естественного разброса условий эксплуатации некоторые двигатели могут выходить из строя раньше намеченного. Кроме полного отказа, причиной ухода в ремонт может быть нарушение экологических требований, снижение мощности, увеличение расхода топлива, ускоренный износ (стук, задиры) и т. д.
Ремонт ДВС классифицируют на текущий, промежуточный, и капитальный. Первый подразумевает оставление основных деталей без смены (для поршневых — без выема поршней и коленвала), второй — частичную смену основных деталей (для поршневых — замена поршневых колец, вкладышей вала без шлифования), капитальный же включает замену основных деталей и шлифование вала. Для газотурбинных установок промежуточный ремонт не осуществляется.
Высокие экологические требования вызвали смену политики многих двигателестроительных заводов, оставлявших ранее много промежуточных размеров для ремонта, так что современные двигатели имеют либо малое количество ремонтных размеров, либо расточка их вовсе не предусмотрена. Это компенсируется увеличением ресурса до капитального ремонта (или полного ресурса). Во избежание преждевременного отказа двигателя из-за нарушений условий эксплуатации, их комплектуют устройствами контроля уровня масла, охлаждающей жидкости, температуры, вибрации (тензодатчики) и другими. Вкупе с электронным управлением подачи топлива и момента зажигания, современный двигатель становится всё более компьютеризованным устройством. Во многих случаях диагностика поломок производится с помощью так называемых мотор-тестеров, подключаемых к диагностическому разъёму транспортного средства. Однако при возникновении механических, а не программных или электронных поломок, двигатель всё-таки нуждается в частичном или полном (капитальном) ремонте. Характерными отличиями современных конструкций поршневых ДВС от разработок XX века являются: максимальное уменьшение высоты поршня, уменьшение высоты рубашки охлаждения, регулирование фаз газораспределения, есть варианты с регулировкой степени сжатия, максимальное применение лёгких сплавов. Это позволяет снижать уровень вибраций, массу мотора и время его прогрева.

## Влияние ДВС на экологию, экологические требования к конструкции ДВС
Внутри ДВС, кроме сгорания топлива, происходит также образование окислов азота (NOx), моноокиси углерода (CO) и различных углеводородов (CxHy, чаще пишут CH). Дизельные двигатели также могут выбрасывать элементарный углерод в виде сажи (C). Количество образующихся веществ зависит в конечном счёте от протекающего рабочего процесса, в частности, температуры сгорания, количества топлива в прилегающих к стенкам камеры сгорания областях (зоны гашения пламени), времени сгорания, а также гомологии и элементарного состава топлива (так, водородное топливо не может давать выбросов CO, CH и C, поскольку не содержит углерода; бензины с большим содержанием ароматических углеводородов дают большие выбросы бенз-альфа-пирена и так далее). Эти вещества наносят вред окружающей среде и человеку и называются вредными выбросами. Уменьшение расхода топлива транспортным средством уменьшает и вредные выбросы, приходящиеся на километр пути. Отсюда видна важность топливной экономичности автомобилей, выбрасывающих более половины мировых загрязнений.
В первые десятилетия внедрения двигателей внутреннего сгорания вредным выбросам не уделялось достаточное внимание, поскольку автомобилей и собственно двигателей было меньше. В дальнейшем производителей обязали соблюдать определённые нормы выбросов, причём с годами они становятся всё строже. Для уменьшения выбросов в принципе возможны три способа:
1. Выбор экологически чистого топлива (водород, природный газ) или улучшение традиционного жидкого (бензин и дизтопливо «Евро-5»).
2. Изменение параметров цикла двигателя или разработка новых (снижение степени сжатия, расслоение заряда, внутрицилиндровый впрыск, системы компьютерного управления с использованием датчиков кислорода, система Common rail на дизелях и др.).
3. Снижение содержания вредных выбросов с использованием термических (ранее) и каталитических (в настоящее время) нейтрализаторов.

Существующие нормы токсичности в развитых странах требуют обычно применения нескольких способов сразу. При этом обычно ухудшается топливная экономичность как автомобилей, так и всего транспортного (включая нефтеперегонные заводы) комплекса, поскольку оптимумы циклов по экономичности и экологичности у двигателей обычно не совпадают, а изготовление высокоэкологичного топлива требует больше энергии.
Наибольший процент вредных выбросов даёт наземный транспорт, в первую очередь легковые и грузовые автомобили. Установленные на них поршневые двигатели для достижения высокой экономичности имеют высокую температуру сгорания, при которой образуются окислы азота. Выбросы углероводоров ограничиваются в значительной степени эффективно работающими катализаторами, но к сожалению, при прогреве двигателя и на холостом ходу из-за низкой температуры отходящих газов их эффективность снижается.
В таких же вариантах ДВС, как газотурбинные и реактивные, сгорание организовано непрерывно, причём максимальная температура меньше. Поэтому они имеют обычно меньшие выбросы недогоревших углеводородов (по причине меньшей зоны гашения пламени и достаточной длительности сгорания) и выбросы окислов азота (по причине меньшей максимальной температуры). Температура в таких двигателях ограничена теплостойкостью лопаток, сопел, направляющих, и для транспортных двигателей составляет 800..1200 оС. Улучшения экологических показателей, например, ракет, достигают обычно подбором топлив (например, вместо НДМГ и перекиси азота применяют жидкие кислород и водород).
Ранее автомобильные и авиационные двигатели использовали этилированный бензин, продукты сгорания которого содержали практически не выводимый из организма человека свинец. Больше всего загрязнение сказывается в крупных городах, расположенных в низинах и окруженных возвышенностями: при безветрии в них образуется смог. В настоящее время нормируются не только собственно вредные выбросы, но также выделение транспортным средством углекислого газа и воды (в связи с влиянием на климат).
В последнее время высказываются серьёзные опасения в отношении дальнейшего применения двигателей на ископаемом топливе (большинство ДВС), в связи с проблемой глобального потепления. Вследствие введения с 2025 года в Европе новых экологических норм, европейские производители легковых автомобилей планируют переключиться на выпуск электромобилей. Это связано не только с ростом числа автомобилей, но и влиянием выбросов на всю экосистему: так, установлено, что вредные выбросы (в значительной степени обусловленные автомобилями) снижают урожайность сельского хозяйства на 25 %.

## Уровень развития ДВС как мерило технического прогресса
Разработка ДВС нетривиальна, поскольку к цели идёт множество путей. Выбор лучшего (применительно к конкретной области и требованиям) является примером многофакторной оптимизации. Здесь недостаточно интуиции, нужны большие затраты при разработке вариантов, ресурсные испытания. Тенденции развития двигателестроения предоставляют много вариантов дальнейшего развития.
Высокие требования к деталям ДВС, сложности технологического порядка (материалы, обработка), производственный цикл (поточность, возможность брака), масштабы производства (миллионы единиц), высокий уровень конкуренции и интеграции мировой экономики позволяют судить об уровне технологии государства по уровню выпускаемых ДВС. Высокоэффективные двигатели не только позволяют создавать экономичный и экологичный транспорт, но и вести независимую разработку в таких областях как военное дело, ракетостроение (в частности, космические программы). Высокотехнологичные производства служат центром кристаллизации инженерных сообществ, рождению новых идей. Так, конвейерная сборка и высокоточное литьё сложных деталей были впервые внедрены на сборке автомобилей, оснащённых ДВС. Поддержание в исправном состоянии и управление многочисленными транспортными средствами создало множество новых профессий, рабочих мест, методов ведения бизнеса и даже образа жизни (коммивояжеры, путешественники). Не будет преувеличением сказать, что появление ДВС революционизировало весь мир.